# ريس جونز (لاعب كرة قدم)
ريس جونز (بالإنجليزية: Reece Jones)‏ هو لاعب كرة قدم بريطاني في مركز الوسط، ولد في 22 يوليو 1992. شارك مع منتخب ويلز تحت 17 سنة لكرة القدم ومنتخب ويلز تحت 19 سنة لكرة القدم ومنتخب ويلز تحت 21 سنة لكرة القدم. أما مع النوادي، فقد لعب مع إيه أف سي ويمبلدون ونادي فارنبوروه ونادي فولهام ونادي ليويس ونادي ويمبلدون.

## وصلات خارجية
- ريس جونز (لاعب كرة قدم) على موقع قاعدة بيانات كرة القدم.إي يو (الإنجليزية)
- ريس جونز (لاعب كرة قدم) على موقع Soccerbase.com (لاعب) (الإنجليزية)
- ريس جونز (لاعب كرة قدم) على موقع Soccerway.com (الإنجليزية)